# Lista över stora grabbar i vattenskidåkning
Lista över åkare som fått utmärkelsen stor grabb i vattenskidåkning.

## Stora grabbar ivattenskidåkning
- Lars Björk 1973
- Bengt Marberg 1976
- Michael Kjellander 1982
- Åke Ånesjö 1985
- Tommy Efverström 1985
- Magnus Jönsson 1985
- Peter Brandinger 1990
- Jonas Kavmark 1991
- Thomas Gustafson 1991
- David Cederquist 1995
- Peter Nilsson 1996
- Lars Nilsson 1997
- Andres Björk 1998
- Jim Nyberg 1998
- Daniel Efverström 2013
- Jakob Bogne 2023[2]